# David Ferrie
David William Ferrie (Cleveland, 28 marzo 1918 – New Orleans, 22 febbraio 1967) è stato un aviatore statunitense, accusato dal procuratore distrettuale di New Orleans, Jim Garrison, di essere stato coinvolto in una cospirazione per assassinare il presidente John F. Kennedy. Garrison ha anche accusato Ferrie di conoscere Lee Harvey Oswald; Ferrie ha negato qualsiasi coinvolgimento in una cospirazione e ha detto di non aver mai conosciuto Oswald. Nei decenni successivi, sono emerse foto che hanno permesso di stabilire che Ferrie era stato nella stessa unità di pattuglia aerea civile di Oswald negli anni 1950, ciò ha provato che Ferrie ha mentito alle autorità.

## Biografia
David Ferrie è nato a Cleveland, in Ohio. Cattolico, ha frequentato la St. Ignatius High School, e la John Carroll University, ha studiato per il sacerdozio nel St. Mary's Seminary, e nel Baldwin Wallace College. Successivamente ha trascorso tre anni al St. Charles Seminary di Carthagena, in Ohio.
Soffriva di alopecia areata, una rara condizione della pelle, che provoca la perdita dei peli del corpo e la cui gravità aumenta con l'età. Negli anni, per compensare la sua perdita di capelli, Ferrie indossava una parrucca rossastra fatta in casa e sopracciglia finte. Nel 1944 Ferrie lasciò il St. Charles a causa della sua "instabilità emotiva". Ottenne la licenza di pilota e iniziò ad insegnare aeronautica alla Benedictine High School di Cleveland. È stato licenziato dalla scuola per diverse infrazioni, tra cui portare i ragazzi in una casa di prostituzione.
Divenne quindi ispettore assicurativo e, nel 1951, si trasferì a New Orleans dove lavorò come pilota per la Eastern Air Lines, fino a perdere il lavoro nell'agosto del 1961, dopo essere stato arrestato due volte con l'accusa di immoralità. Ferrie ha collaborato con la Civil Air Patrol in diversi modi: ha iniziato come Senior Member con il Fifth Cleveland Squadron nell'aeroporto di Hopkins nel 1947. Quando si è trasferito a New Orleans, si è trasferito al New Orleans Cadet Squadron nell'Aeroporto di Lakefront. Qui ha servito come istruttore e in seguito come comandante. Dopo che un pilota cadetto addestrato da Ferrie morì in un incidente del dicembre 1954, la riconferma annuale di Ferrie fu rifiutata. Gli fu chiesto di essere un istruttore di educazione aerospaziale ospite in uno squadrone più piccolo all'aeroporto di Moisant, e tenne conferenze da giugno a settembre 1955.
Il 27 luglio 1955, Lee Harvey Oswald, 15 anni, si unì a questo squadrone. Nel marzo 1958, un ex cadetto divenuto comandante invitò Ferrie a tornare nella Squadriglia dei cadetti di New Orleans, Ferrie prestò servizio in modo non ufficiale per un certo periodo e fu reintegrato come ufficiale esecutivo nel settembre 1959. Lasciò lo squadrone nel giugno 1960. Nel settembre dello stesso anno, ha avviato il suo squadrone non ufficiale, chiamato Metairie Falcon Cadet Squadron. Un ramo di questo gruppo era l'Unità di sicurezza mobile interna, un gruppo formato per contrastare la Cuba di Fidel Castro. Nel corso degli anni, ha usato sia i suoi squadroni ufficiali che quelli non ufficiali per sviluppare rapporti impropri con ragazzi di età compresa tra i 14 ei 18 anni, e i suoi arresti nell'agosto 1961 hanno fatto chiudere i Falcons.
Ferrie si descriveva come un liberale sulle questioni dei diritti civili, era "rabbiosamente anticomunista" spesso accusando le precedenti amministrazioni presidenziali degli Stati Uniti di "svendite" al comunismo. Inizialmente sostenne la campagna di Fidel Castro contro Fulgencio Batista a Cuba, ma a metà del 1959 si convinse che Castro fosse un comunista. Secondo la United States House Select Committee on Assassinations, Ferrie "ha trovato uno sbocco del suo fanatismo politico nel movimento anti-castrista".
All'inizio del 1961, Ferrie stava lavorando con l'esule cubano, politicamente di destra, Sergio Arcacha Smith, capo del Fronte rivoluzionario democratico cubano sostenuto dalla CIA a New Orleans. Divenne presto il "partner desideroso di attività controrivoluzionarie" di Arcacha Smith. Entrambi furono coinvolti in un raid alla fine del 1961 in un deposito di munizioni a Houma, in Louisiana , "... in cui furono rubate varie armi, granate e munizioni".
Ferrie ha parlato spesso in pubblico di questioni politiche. Nel luglio 1961, Ferrie tenne un discorso contro Kennedy davanti alla sede del Military Order of World Wars di New Orleans , in cui "il suo argomento principe era l'amministrazione presidenziale e il fiasco dell'invasione della Baia dei Porci". Nel suo discorso, Ferrie ha attaccato il presidente Kennedy per aver rifiutato di fornire supporto aereo alla forza di invasione degli esiliati cubani della Baia dei Porci. L'attacco di Ferrie contro Kennedy fu così offensivo che gli fu chiesto di lasciare il podio. Dopo l'assassinio, davanti al FBI, Ferrie ha ammesso che parlando di Kennedy avrebbe potuto usare l'espressione: "Dovrebbe essere fucilato", tuttavia, ha insistito sul fatto che queste parole erano solo "un'espressione improvvisata o colloquiale".
All'inizio degli anni '60, Ferrie entrò in contatto con Guy Banister, ex agente speciale in carica (SAC) dell'ufficio di Chicago dell'FBI, attivista politico di destra, segregazionista e investigatore privato. Banister ha anche lavorato con il socio di Ferrie, Sergio Arcacha Smith. All'inizio del 1962, sia Banister che Arcacha Smith mantennero uffici nel Newman Building, all'indirizzo d'angolo di 544 Camp Street / 531 Lafayette Street, New Orleans. Nel febbraio 1962, Banister assistette Ferrie nella sua disputa con la Eastern Airlines riguardante "... accuse mosse [contro Ferrie] dalla compagnia aerea e dalla polizia locale di New Orleans per crimini contro la natura e l'estorsione". Durante questo periodo, Ferrie è stata spesso visto nell'ufficio di Banister. Banister testimoniò il "buon carattere" di Ferrie all'udienza del consiglio di amministrazione per reclami di un pilota di linea nell'estate del 1963.
Secondo diversi testimoni, Ferrie e Banister lavorarono insieme anche nell'autunno del 1963 per l'avvocato G. Wray Gill, per conto del cliente di Gill, il boss della mafia di New Orleans Carlos Marcello, nel tentativo di bloccarne la deportazione in Guatemala. Su una questione correlata, la House Select Committee on Assassinations ha dichiarato che "Un rapporto non confermato della pattuglia di frontiera del febbraio 1962 afferma che Ferrie era il pilota che ha riportato Carlos Marcello negli Stati Uniti dal Guatemala dopo che era stato deportato nell'aprile 1961 come parte della repressione del procuratore generale degli Stati Uniti Robert F. Kennedy contro la criminalità organizzata". Un altro rapporto, questo dell'FBI, "... indicava che Marcello aveva offerto a [Sergio, socio di Ferrie] Arcacha Smith un accordo in base al quale Marcello avrebbe fatto una donazione sostanziale al movimento [anti-Castro] in cambio di concessioni a Cuba dopo il rovesciamento di Castro."

### Morte

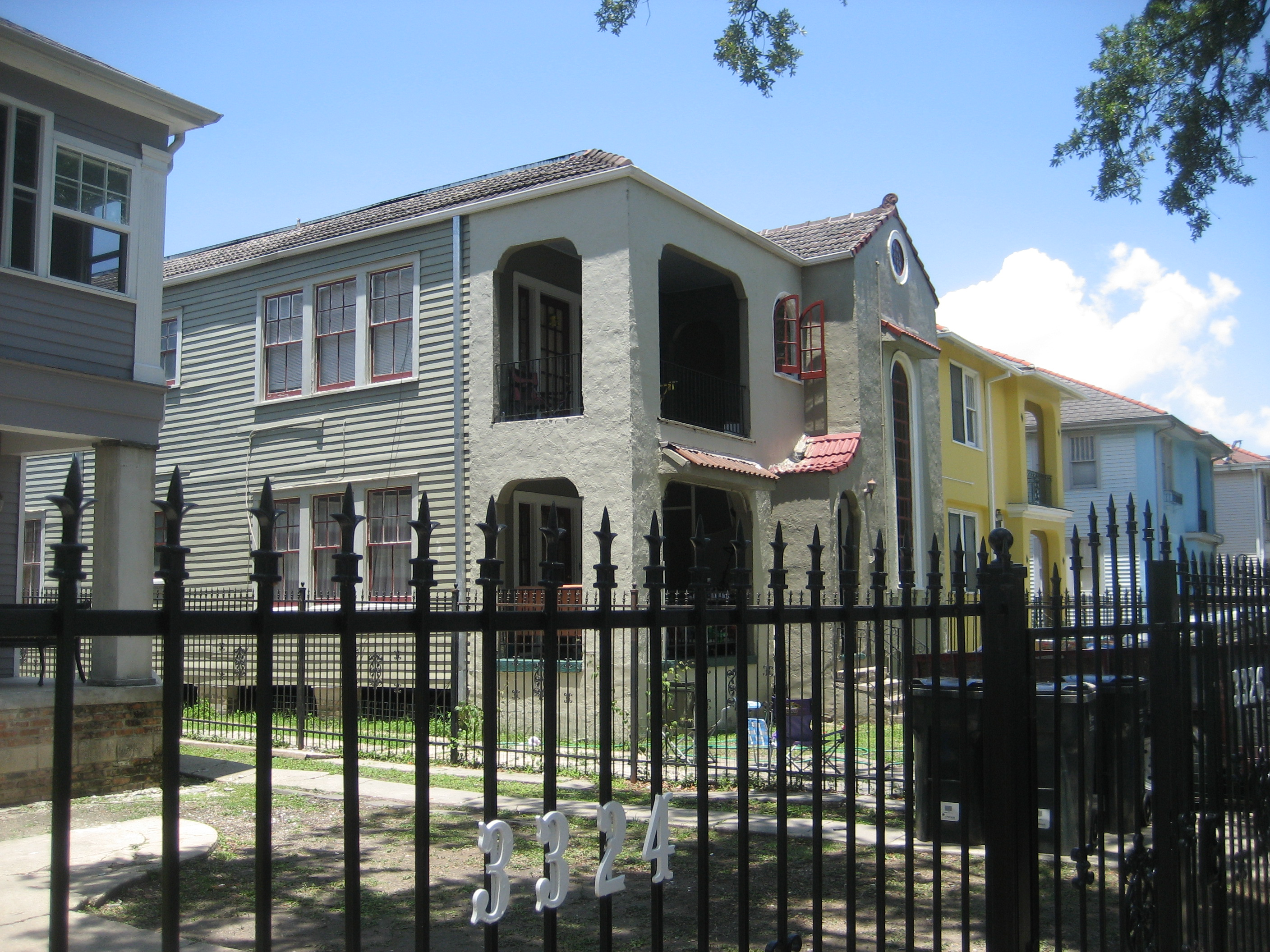
La casa di Ferrie, (secondo piano), quartiere Broadmoor, Louisiana Avenue Parkway, num. 2001, di New Orleans.

Ferrie viveva al piano di sopra di una casa a due piani situata al numero 2001 sulla Louisiana Avenue Parkway, quartiere Broadmoor di New Orleans. Il 22 febbraio 1967, meno di una settimana dopo che il New Orleans States-Item rivelò la storia delle indagini di Garrison, Ferrie fu trovato morto nel suo appartamento. 
Due lettere, dattiloscritte non firmate e non datate, furono trovate nell'appartamento di Ferrie: la prima, trovata in una pila di carte, era un brogliaccio sul sistema giudiziario, che iniziava con "Lasciare questa vita è, per me, una dolce prospettiva". La seconda nota fu scritta ad Al Beauboeuf, l'amico di Ferrie al quale lasciò in eredità tutti i suoi averi. Garrison ha detto di considerare la morte di Ferrie un suicidio, ma ha aggiunto "Non escludo l'omicidio".
L'aiutante di Garrison, Louis Ivon, ha dichiarato che Ferrie gli ha telefonato il giorno dopo che la storia dell'indagine di Garrison è scoppiata e gli ha detto: "Sai cosa mi fa questa notizia, vero? Sono un uomo morto. Da qui in poi, credimi, sono un uomo morto ... ".
L'autopsia di Ferrie è stata eseguita dal medico legale della parrocchia di New Orleans, Nicholas Chetta e dal patologo Ronald A. Welsh. I due hanno concluso che non c'erano prove di suicidio o di omicidio e che Ferrie è morto a causa di una massiccia emorragia causata da un aneurisma cerebrale. Dopo aver appreso delle scoperte del medico legale, Garrison ha detto: "Suppongo che potrebbe essere solo una strana coincidenza che la notte in cui Ferrie ha scritto due note di suicidio, sia morto per cause naturali". Il 1º marzo 1967, Garrison fece arrestare Shaw e lo accusò di cospirazione per assassinare il presidente Kennedy.
Jack Wardlaw, allora con l'ormai defunto quotidiano pomeridiano New Orleans States-Item e la sua collega giornalista Rosemary James, originaria della Carolina del Sud, furono co-autori di Plot or Politics, un libro edito nel 1967, che contesta l'indagine di Garrison. Wardlaw ha vinto un premio dell'Associated Press and per la sua storia sulla morte di Ferrie.

## Accuse di coinvolgimento nell'assassinio di Kennedy
Nel pomeriggio del 22 novembre 1963, il giorno dell'assassinio di John F. Kennedy e il giorno in cui Carlos Marcello fu assolto dal suo caso di espulsione, l'investigatore privato di New Orleans Guy Banister ed uno dei suoi dipendenti, Jack Martin, stavano bevendo insieme in un bar locale. Al loro ritorno nell'ufficio di Banister, i due uomini hanno avuto un'accesa discussione. Secondo Martin, Banister ha detto qualcosa a cui Martin ha risposto: "Cosa hai intenzione di fare, uccidermi come avete fatto tutti con Kennedy?" Banister estrasse più volte il suo revolver .357 magnum e colpì più volte Martin con la pistola.
Nei giorni seguenti, Jack Martin disse ai giornalisti ed alle autorità che Ferrie avrebbe potuto essere coinvolto nell'omicidio, ha dichiarato alla polizia di New Orleans che Ferrie "avrebbe dovuto essere il pilota della fuga nell'assassinio". Aggiunse che Ferrie aveva minacciato la vita di Kennedy, anche delineando i piani per ucciderlo, e che lo stesso Ferrie avrebbe potuto insegnare a Oswald come usare un fucile con un mirino telescopico. Martin ha anche affermato che Ferrie aveva conosciuto Oswald durante il periodo nella pattuglia aerea civile di New Orleans e che aveva visto una fotografia di Oswald a casa di Ferrie, in un gruppo di pattuglia aerea civile.
Le accuse di Martin sono presto arrivate a Ferrie, che ha contattato molti dei suoi ex soci della Civil Air Patrol. L'ex cadetto Roy McCoy disse all'FBI che "Ferrie era venuto a cercare le fotografie dei cadetti per vedere se Oswald era raffigurato in qualche foto dello squadrone di Ferrie". Jack Martin ha anche dichiarato al garante della cauzione Hardy Davis di aver sentito in televisione che la tessera della biblioteca di New Orleans di Ferrie era stata trovata in possesso di Oswald quando era stato arrestato a Dallas. Davis ha riferito questo al datore di lavoro di Ferrie, l'avvocato G. Wray Gill (in effetti, nessuna tessera della biblioteca è stata trovata tra i beni di Oswald); Ferrie successivamente ha visitato sia l'ex padrona di casa di Oswald a New Orleans che un ex vicino per questo motivo. Ferrie è stato in grado di produrre la sua tessera della biblioteca agli agenti dell'FBI che lo hanno intervistato il 27 novembre 1963.
Martin ha anche affermato che Ferrie aveva guidato da New Orleans in Texas la notte dell'assassinio. Interrogato dall'FBI, Ferrie ha dichiarato che lui e due amici hanno guidato per 350 miglia (560 km) fino al Winterland Skating Rink di Houston, a circa 240 miglia (390 km) da Dallas, quella sera. Ferrie ha detto che "... stava valutando da tempo la fattibilità e la possibilità di aprire una pista di pattinaggio sul ghiaccio a New Orleans" e voleva raccogliere informazioni sul business della pista. "Ha dichiarato di essersi presentato a [il manager della pista] Chuck Rolland e di aver parlato a lungo con lui riguardo ai costi di installazione e funzionamento della pista". Al contrario, Rolland ha detto di non aver mai parlato con Ferrie della gestione di una pista di pattinaggio. Rolland ha detto che Ferrie aveva trascorso il suo tempo al telefono pubblico della pista, facendo e ricevendo chiamate.
Il 25 novembre, Martin è stato contattato dal Federal Bureau of Investigation. Martin ha detto all'FBI che Ferrie avrebbe potuto ipnotizzare Oswald facendogli assassinare Kennedy, ma le prove prodotte sono state ritenute inaffidabili. In seguito, gli agenti dell'FBI sentirono Ferrie due volte sulle accuse di Martin. Ferrie ha affermato che nel giugno 1963 era stato coinvolto in un alterco con Martin, in cui aveva cacciato Martin dall'ufficio dell'avvocato G. Wray Gill. L'FBI ha anche intervistato una ventina di altre persone in relazione alle accuse di Martin, affermando di non essere in grado di sviluppare un caso sostanziale contro Ferrie.
Un'indagine della House Select Committee on Assassinations, condotta un decennio e mezzo dopo, ha concluso che "... l'indagine complessiva del problema al 544 di Camp Street al momento dell'assassinio non era approfondita". Alcune di queste informazioni raggiunsero Jim Garrison, il procuratore distrettuale di New Orleans, che era diventato sempre più interessato all'assassinio dopo un incontro casuale con il senatore della Louisiana Russell Long alla fine del 1966.
Garrison riferì che Long gli disse: "Quei compagni della Commissione Warren si sbagliavano di grosso. Non c'era modo al mondo che un uomo avrebbe potuto sparare a Jack Kennedy in quel modo."
Nel dicembre 1966, Garrison ha intervistato Jack Martin. Martin ha affermato che durante l'estate del 1963, Ferrie, Banister, Oswald e un gruppo di esiliati cubani anti-castristi erano coinvolti in operazioni contro la Cuba di Castro incluse attività di armamento e furto di armerie. Garrison scrisse in seguito: "L'apparato Banister ... faceva parte di una linea di rifornimento che correva lungo il corridoio Dallas-New Orleans-Miami. Questi rifornimenti consistevano in armi ed esplosivi da usare contro la Cuba di Castro".
Secondo la testimonianza della segretaria personale di Banister, Delphine Roberts, Ferrie e Oswald erano frequenti visitatori dell'ufficio di Banister nel 1963. Ricordava Ferrie come "uno degli agenti", "molte volte, quando è entrato in ufficio, ha usato l'ufficio privato dietro a Banister, e mi è stato detto che stava facendo un lavoro privato. Credevo che il suo lavoro fosse in qualche modo collegato alla CIA piuttosto che all'FBI ..." The House Select Committee on Assassination ha indagato sulle affermazioni di Roberts e ha detto che "a causa delle contraddizioni nelle dichiarazioni di Roberts al comitato e della mancanza di una conferma indipendente di molte delle sue dichiarazioni, l'attendibilità delle sue dichiarazioni non può essere determinata".
Mentre Garrison continuava le sue indagini, si convinse che un gruppo di estremisti di destra, tra cui Ferrie, Banister e Clay Shaw, erano coinvolti in una cospirazione con elementi della CIA per uccidere John F. Kennedy. Garrison in seguito affermò che il motivo dell'assassinio era la rabbia per i tentativi di Kennedy di ottenere un accordo di pace sia a Cuba che in Vietnam. Garrison credeva anche che Shaw, Banister e Ferrie avessero cospirato per impostare Oswald come capro espiatorio nell'assassinio di JFK.

## Accuse riguardo al rapporto tra Ferrie e Oswald
Nel 1979, la House Select Committee on Assassinations ha dichiarato nel suo Rapporto finale che Oswald, che nell'estate del 1963 aveva vissuto a New Orleans, aveva stabilito contatti con i cubani anti-Castro e "apparentemente" con l'attivista anticastrista americano Ferrie. Ha anche trovato "credibile e significativa" la testimonianza di sei testimoni che hanno collocato Oswald e Ferrie a Clinton, in Louisiana, nel settembre 1963. Uno dei testimoni è stato il presidente del Congresso per l'uguaglianza razziale (CORE) Corrie Collins. Collins ha identificato una fotografia di Ferrie al processo di Clay Shaw , dicendo: "... ma la cosa più eccezionale di lui [Ferrie] erano le sue sopracciglia ed i suoi capelli. Non sembravano reali, in altre parole, erano innaturali, non sembravano capelli veri".
Un successivo rilascio delle dichiarazioni dei testimoni prese dagli investigatori di Garrison nel 1967, non disponibili per l'HSCA, ha mostrato contraddizioni nelle testimonianze dei testimoni rese nel 1969 e nel 1978. Ad esempio, a Collins è stata mostrata una foto di Ferrie dell'investigatore Andrew Sciambra nel gennaio 1968 e, dalle parole di Sciambra, "ha detto che si ricorda di aver visto quest'uomo intorno a Clinton da qualche parte ma non può essere sicuro di dove o quando". In seguito, al processo Shaw, mise Ferrie in compagnia di Shaw e Oswald.
Nel 1979, la House Select Committee on Assassinations ha dichiarato che i documenti disponibili "... hanno dato un sostanziale credito alla possibilità che Oswald e [David] Ferrie fossero stati coinvolti nella stessa unità CAP [Civil Air Patrol] durante lo stesso periodo di tempo." Gli investigatori del comitato hanno trovato sei testimoni che hanno detto che Oswald era stato presente alle riunioni della Civil Air Patrol guidate da Ferrie.
Nel 1993, il programma televisivo PBS Frontline ottenne una foto di gruppo, scattata otto anni prima dell'assassinio, che mostrava Oswald e Ferrie a una grigliata con altri cadetti della Civil Air Patrol. Il produttore esecutivo di prima linea Michael Sullivan ha dichiarato: "Bisogna essere cauti nell'attribuirne il significato. La fotografia dà molto sostegno ai testimoni oculari che affermano di aver visto Ferrie e Oswald insieme nella PAC, e rende le smentite di Ferrie di aver mai conosciuto Oswald meno credibili. Ciò non prova che i due uomini fossero insieme nel 1963, né che fossero coinvolti in una cospirazione per uccidere il presidente". L'autore John C. McAdams ha scritto: "La foto non prova che si siano mai incontrati o parlati, ma solo che erano nell'organizzazione allo stesso tempo".

## Nel cinema
Ferrie è stato interpretato dall'attore Joe Pesci nel film JFK - Un caso ancora aperto di Oliver Stone (1991), da Tobin Bell nel film Ruby - Il terzo uomo a Dallas (1992) e da Louis Vanaria nel film The Irishman (2019), interpretato sempre da Pesci.